# Isles of Shoals
De Isles of Shoals zijn een eilandengroep van kleine eilanden gesitueerd in de Golf van Maine. De eilandengroep ligt zo'n tien kilometer van de oostkust van de Verenigde Staten en ligt deels in het grondgebied van de Amerikaanse staten Maine en New Hampshire.
De eilandengroep wordt al meer dan vierhonderd jaar bewoond, in eerste instantie door vissersgemeenschappen. Meer recentelijk kwamen er een aantal particuliere woningen, een groot seizoenshotel en een marien onderzoeksfaciliteit.
De Isles of Shoals bestaan uit de volgende eilanden: Appledore Island, Star Island, Seavey Island, Malaga Island, Cedar Island, Smuttynose Island, Lunging Island, White Island en Duck Island.